# Internationaal filmfestival van Warschau
Het internationaal filmfestival van Warschau (Pools: Warszawski Międzynarodowy Festiwal Filmowy, Engels: Warsaw International Film Festival, ook Warsaw FilmFest) is een filmfestival dat sinds 1985 elk jaar in oktober plaatsvindt in de Poolse hoofdstad Warschau. Het is een van de geaccrediteerde festivals van de Fedération International des Associations de Producteurs de Films (FIAPF).